# Mordelles
Mordelles (bret. Morzhell) – miejscowość i gmina we Francji, w regionie Bretania, w departamencie Ille-et-Vilaine.
Według danych na rok 1990 gminę zamieszkiwały 5362 osoby, a gęstość zaludnienia wynosiła 180 osób/km² (wśród 1269 gmin Bretanii Mordelles plasuje się na 76. miejscu pod względem liczby ludności, natomiast pod względem powierzchni na miejscu 278.).